# Gare de Toronto (Great Western Railway)
La Gare de Toronto du Great Western Railway était une gare ferroviaire du chemin de fer Great Western Railway à Toronto, sur le site de l’actuel Sony Centre For The Performing Arts. 

## Situation ferroviaire
La gare est construite comme terminus du Great Western à Toronto, qui circule entre cette ville et Niagara Falls.

## Histoire et patrimoine ferroviaire

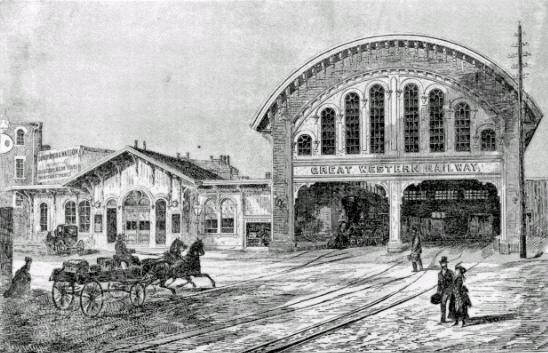
Dessin de la gare vers 1870.

La gare est construite comme terminus du Great Western Railway, pour éviter que ce chemin de fer devait partager un logement avec d'autres chemins de fer. Cette gare offre le chemin de fer accès aux quais torontois. Elle offre une gare de voyageurs, des salles d'attente et des zones de rafraîchissement pour les voyageurs. La gare sert aussi de bureaux de télégraphe et de fret. En 1866, un différend a surgi entre la voie ferrée et la ville de Toronto au sujet de la valeur du terrain ; en fin de compte, la terre a été évaluée à 1 200 $ et le bâtiment à 1 500 $.

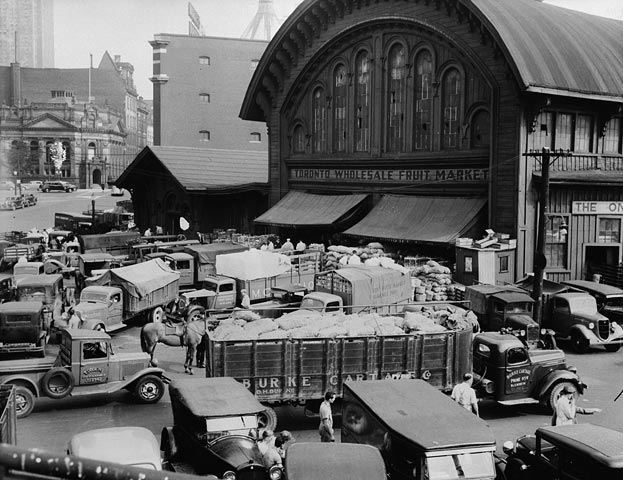
Marché de fruits, vers les 1920s.

La Great Western a vu des temps difficiles par la suite; elle est absorbée par le Grand Tronc en 1882. Cette gare devient uniquement un dépôt de marchandises. Dans les années 1920 les opérations ferroviaires cessent et elle devient un marché de fruits et légumes. Le bâtiment brûle en 1952 et le site reste vide, jusqu’en 1960. Le site est maintenant occupé par le Centre Sony (qui ouvre en 1960).